# 上田寧
上田 寧（うえだ やすし、1873年2月2日 - 1949年3月16日）は、日本の経営者。阪神急行電鉄(現在の阪急電鉄)社長を務めた。

## 経歴
大分県下毛郡中津町（現・中津市）出身。大分中学校卒業後、山陽鉄道、豊川鉄道、阪神電気鉄道、阪鶴鉄道、鉄道省などで勤務。
1936年8月から同年10月までに阪神急行電鉄社長を務めた。その他、三池炭業社長、東洋セメント会長、浪速瓦斯社長などを務めた。